# Гайбандха (зіла)
Гайбандха (бенг. গাইবান্ধা জেলা, Gaibandha Jela або Gaibandha Zila) — район у Північному Бангладеш. Це частина підрозділу Rangpur. Підрозділ Гайбандха був заснований у 1875 році. Гайбандха раніше був відомий як Бхабанігондж. Назва була змінена з Bhabanigonj на Gaibandha в 1875 році. Гайбандха був створений як округ 15 лютого 1984 року Гайбандха є адміністративним центром і найбільшим міським центром цього округу.

## Історія
У стародавні часи ця територія була під водою, яка з часом була заповнена мулом річок Тіста, Брахмапутра та Джамуна. Це твердження можна знайти в описі відомого китайського мандрівника Сюаньцзана та астрономічних книгах Птолемея. Повінь 1787 року та землетрус 1898 року серйозно змінили ландшафт цієї місцевості, змінивши течію річки Тіста, заповнивши величезну територію в 15 миль між Ґорагат Упазіла в Дінаджпурі та Тулшігхат у Ґаібанді та створивши невеликі річки, такі як Картоа, Гагот і Катахалі.
Під час режиму Британської імперії губернатор Воррен Гастінгс заснував 24 тана в колекції округу Рангпур у 1793 році. Згідно зі звітом EG Glazier, колекціонера Рангпура, 1873 року, три тани були засновані в сучасній Гайбанді. Два з них, Гобіндогондж і Садуллапур, були засновані в паргані Ідракпур, а інший під назвою Бхабанігандж був заснований в паргані Патілдахо.
Під час Індійського повстання 1857 року було дуже важко зупинити діяльність повстанців з Рангпура. Тож Бхабанігандж-тана була заснована на березі річки Брамхапутра з адміністративних причин. 27 травня 1858 року Бхабанігандж був заснований як махакума. Спочатку було лише дві тани: Садуллапур і Бхабанігандж. 13 квітня 1821 року Гобіндонгандж був включений до округу Богра, але пізніше, 12 серпня 1871 року, він був включений до складу району Бхабанігандж. Сагата, Пхулчарі, Паласбарі і, нарешті, у 1870 році Сундаргандж був включений до Бхабаніганджу.

## Географія
Гайбандха має загальну площу 2 179,27 км2. Він межує з Куріграмом і Рангпуром на півночі, районом Богра на півдні, районом Джойпурхат, районами Дінаджпур і Рангпур на заході та районами Джамалпур і Куріграм і річкою Джамуна на сході. Гайбандха має сім упазіл і 82 спілки. Джамуна, Тіста, Картоа і Гагот є відомими річками в цьому районі. Загальна площа річки цього району становить 107,71 км2. Всього в Гайбанді п'ять річок. Загальна довжина річок 107,71 км. Основними річками є Брамхапутра, Теста і Гагот. У доповіді Френсіса Б’юкенена-Гамільтона в 1808–09 роках у цій місцевості було кілька лісів, але в сучасній Гайбанді більше немає жодного лісу. 20% району має глинистий ґрунт, який можна знайти в районі Кхіар Гобіндагандж упазіла, решта землі має піщаний, торф’яний і суглинний ґрунт. Клімат цієї місцевості надзвичайно цікавий, а кількість опадів велика. Корисні копалини в цьому районі поки не знайдені.

## Адміністративно-територіальний поділ
Район Гайбандха поділений на 7 упазіл, які далі поділяються на 82 союзні парохи. Упазилами району є:
| упазила                 | Площа (км 2 ) | № спілок | населення (2011) |
| ----------------------- | ------------- | -------- | ---------------- |
| Фулчхарі Упазіла        | 306,53        | 7        | 165334           |
| Гайбандха Садар Упазіла | 320,25        | 13       | 437268           |
| Гобіндагандж Упазіла    | 481,66        | 17       | 514696           |
| Палашбарі Упазіла       | 190,67        | 9        | 244792           |
| Садуллапур Упазіла      | 227,97        | 11       | 287426           |
| Сундаргандж Упазіла     | 426,52        | 15       | 461920           |
| Сагата Упазіла          | 225,67        | 10       | 267819           |

До складу цих упазіл входять 4 муніципалітети, які мають загалом 18 округів і 56 махаллів. Муніципалітети: місто Гайбандха,  Гобіндагандж і Сундаргандж.